# 1055 w polityce
Wydarzenia polityczne w 1055 roku.

## Wydarzenia

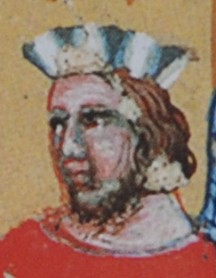
Wizerunek Brzetysława I z kroniki Dalimila

- 11 stycznia Teodora samodzielnie obejmuje władzę w Bizancjum[1].
- 13 kwietnia Gebhard von Dollnstein-Hirschberg zostaje papieżem[2].
- Ferdynand I Wielki, król Kastylii[3], rozpoczyna walkę z Maurami.
- Ralf, earl Hereford, ponosi klęskę w walce z Walijczykami[4].
- Seldżukowie zajmują Bagdad[5][6][7].

## Urodzili się
- 8 sierpnia Malikszah I, sułtan Wielkich Seldżuków[8].

## Zmarli
- 10 stycznia Brzetysław I, książę czeski, panujący od 1035[9], znany z łupieżczego najazdu na Polskę w 1038 i zabrania relikwii św. Wojciecha do Pragi.
- 11 stycznia Konstantyn IX Monomach, cesarz bizantyjski[10].
- 26 maja Adalbert I, syn Leopolda I a dynastii Babenbergów[11], margrabia Austrii od 1018.
- 28 sierpnia cesarz Xingzong z Liao[12].
- 13 listopada Welf III, książę Karyntii[13].
- Siward, earl Northumbrii[14].